# آل عمر (مكيراس)

تعديل مصدري - تعديل

ال عمر هي إحدى قرى عزلة مكيراس بمديرية مكيراس التابعة لمحافظة البيضاء، بلغ تعداد سكانها 85 نسمة حسب تعداد اليمن لعام 2004.